# 雷德·斯克尔顿
理查德·伯纳德·“雷德”·斯克尔顿（英語：Richard Bernard "Red" Skelton，1913年7月18日—1997年9月17日）是一位美国艺人，以1937到1971年间的全国性广播、电视节目以及主持《雷德·斯克尔顿秀》闻名。好莱坞星光大道上有两颗属于斯克尔顿的星星，分别表彰他在广播和电视领域的贡献。此外，他还参加了许多杂耍、电影、夜总会和赌场的演出，力图在每一种事业上都成为完全独立的艺术家。
斯克尔顿10岁就开始参与药品宣传巡回展出表演，开始练习喜剧和哑剧表演能力。接下来他又登上演戏船表演滑稽戏，再于1934年开始从事杂耍演出。斯克尔顿与夫人共同创作哑剧《泡甜甜圈的人》，他在其中表演不同的人吃甜甜圈的方法和形态，节目为他在广播、电影和杂耍表演界打响名气。1937年，斯克尔顿在《弗莱舍曼酵母时刻》中客串出场，拉开广播职业生涯序幕，这次出场也让他从1938年开始担任《阿瓦隆时刻》的主持人。1941年，他又成为《罗利烟草节目》主持人并一直工作到1957年，在此期间创作出众多喜剧角色，并拥有定期电台节目。1938年，斯克尔顿首次出演电影，这部《美妙时刻》由阿尔弗雷德·桑特尔执导，金吉·罗杰斯、小道格拉斯·范朋克和露西尔·鲍尔主演，接下来他马不停蹄，从20世纪40年代到50年代初又参演过许多歌舞片或喜剧片，例如1941年的《黑暗中的哨声》和《端庄淑女》、1943年的《璇宫绮梦》、1944年的《出水芙蓉》、1946年的《齐格菲歌舞团》、1951年的《德州嘉年华》和1953年的《小丑》。但是，他一直对出演电影感到不自在，期盼能够在当时尚处起步阶段的电视行业中工作。1951年9月30日，《雷德·斯克尔顿秀》在全国广播公司首播。到了1954年，他的节目改在哥伦比亚广播公司播出，时长扩充到1小时，并于1962年更名为《雷德·斯克尔顿时刻》。虽然收视率很高，但哥伦比亚广播公司还是于1970年停播了他的节目，因为电视台认为有必要制作更多面向年轻人的节目，吸引青年观众和他们的消费能力。斯克尔顿带着节目回到全国广播公司，于1971年完成了节目最后一年的定期播出。没有了电视节目的斯克尔顿开始把时间花在自己的艺术作品上，而且一年还参加了多达125场演出。
斯克尔顿曾长期保有绘制小丑画作的爱好，到了1964年，在第二任夫人乔治娅的影响下，他在拉斯维加斯金沙酒店演出期间为自己的作品举办了一场展览。原作销售成功的同时，他也出售这些复印品和平版画，其中在平版画上一年的销售收入就达到250万美元。他的艺术品经销商认为，斯克尔顿在世时在画作上的收益比电视领域更高。
斯克尔顿把让人们欢笑当成自己终身的事业，希望自己能够以小丑的身份为人所知，因为他觉得小丑无所不能。斯克尔顿的演艺生涯长达70年，给三代美国人带去了娱乐和欢笑。他的遗孀把亡夫的许多作品和物品捐赠给了温森斯大学，其中还包括他的画作，这些作品如今都属于雷德·斯克尔顿美国喜剧博物馆的一部分。

## 生平

### 1913至1929年：早年生活，药品宣传巡回展出和马戏团
理查德·斯克尔顿于1913年7月18日在印第安纳州诺克斯县的温森斯出生，他的父亲叫约瑟夫··斯克尔顿（Joseph E. Skelton），母亲叫艾达·梅伊·斯克尔顿（Ida Mae Skelton），菲尔兹（Fields）是母亲的娘家姓，理查德是夫妻俩的幺子，也是第4个儿子。约瑟夫是个杂货商，曾是哈根贝克—华莱士马戏团的小丑，在自己最小的孩子出生前两个月去世。理查德的出生年份存在一些争议。作家韦斯利·海耶特（Wesley Hyatt）认为，考虑到斯克尔顿如此年轻就已开始工作，他可能会需要故意把自己的年龄报得大一些来得到工作:6。据同住温森特的邻近人家所说，斯克尔顿一家非常穷困，另据一位儿时朋友的回忆，自己的妹妹曾与年轻的斯克尔顿相恋，但她的父母认为这个年轻人没有前途，因此拆散了两人。
由于家里没有了父亲，斯克尔顿从7岁时就开始工作，除了卖报外还会打些零工补贴家用，但家里还是失去了房子和商店。他很快就学会了报童的推销技巧，并且会一直坚持，直到潜在买家为了让他安静下来而买一份报纸为止。1923年，一位男子走到斯克尔顿面前，买下了他所有的报纸，然后问他想不想去镇上看演出，并且还给了他一张票。这位男子正是演出团体成员、喜剧演员埃德·温（Ed Wynn），他还带着斯克尔顿到后台参观。斯克尔顿这时已经对喜剧表演有了兴趣，这次机遇也让他意识到自己希望能够以此作为终身的事业。他在很小时就发现自己能够让人们发笑。10岁那年，斯克尔顿参加面试，希望能够参与一次药品宣传巡回演出，刘易斯“大夫”（"Doc" Lewis）聘请了这个男孩，让他跑跑腿，并在演出时向观众销售药罐。一次，斯克尔顿意外从舞台上摔了下来，拿的药罐也摔碎了，观众这时笑了起来。这次意外让刘易斯和斯克尔顿都意识到，年轻人可以利用这种才能闯出自己的名堂，这次摔倒对节目也有着积极的影响。斯克尔顿在这里工作了4个年头，期间还会表演讲喜剧段子和演唱:43-45。他把每个星期的10美元报酬全部寄回家里，并且告诉母亲说：“我们的食物多得不得了，而且睡在旅行车上”。
斯克尔顿在14岁那年退了学，这时的他已是位老牌演员，除了在家乡从事歌舞杂耍表演外，他还在“棉花盛开号”（The Cotton Blossom）演戏船上演出，随船一起走过了俄亥俄河和密苏里河。他喜欢在船上工作，一直到自己意识到这种表演艺术已经走到尽头后才选择离开。这个年轻人对各种各样的表演都有兴趣。他还赢得了剧院演出的严肃角色，但却无法以严肃的方式讲出台词，观众看了反倒笑了起来。在参加一场根据《汤姆叔叔的小屋》改编剧作的演出时，斯克尔顿站在一条观众看不到的传送带上，这条传送带突然出现故障开始后退，把期克尔顿吓坏了，他大叫道：“救命！我要回到天堂去了！”（Help! I'm backing into heaven!）。结果他连一星期的演出都没完成就被解雇了。15岁时，他进入了艳舞马戏团。一年后，斯克尔顿又到父亲曾担任小丑的马戏团工作了一段时间。艾达·斯克尔顿在丈夫死后便开始打两份工来维持家用，她从不认为自己最小的儿子是离家出走的，而是“他在很小的时候就不得不屈从于命运的安排”:8。

### 1929到1937年：滑稽戏和杂耍表演

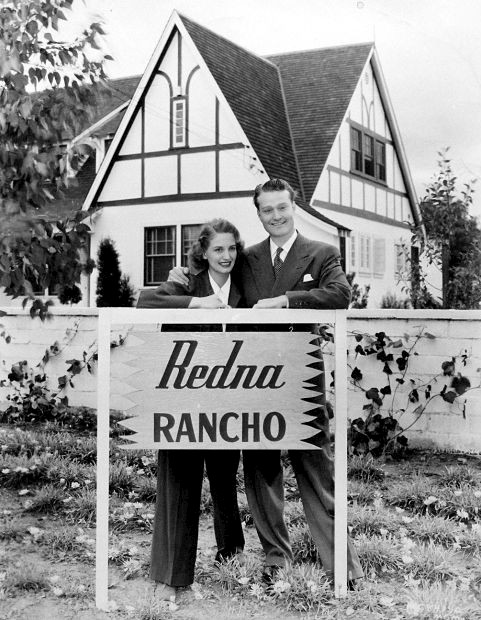
1942年，瑞德·斯克尔顿和夫人埃德娜在家里拍的照片

随着艳舞喜剧的风格开始朝蓝色喜剧转变，一度声称自己并不古板的斯克尔顿表示：“我觉得这些台词实在是不好笑。”他开始参与舞蹈马拉松的演出，这种演出在20世纪30年代很受欢迎，有“步行马拉松”之称。斯克尔顿成为一名，这时的许多观众都希望能看到舞蹈马拉松的表演。1931年，正在密苏里州堪萨斯城演出的斯克尔顿与埃德娜·史迪威成婚，后者是一家老剧院的招待员。两人结婚时距斯克尔顿的18岁生日还差一个月，埃德娜则只有16岁。埃德娜在两人认识一年后找上斯克尔顿，当时他刚刚结束一场演出，埃德娜表示，自己觉得他的表演不怎么样，斯克尔顿于是邀请对方给出一些改善建议。埃德娜起初对这个大自己两岁的男子不感兴趣，但在之后赢得了一次斯克尔顿担任的当地舞蹈马拉松比赛后改变了主题。两人结婚后，她还开始为舞蹈马拉松表演编撰素材:7。一次，斯克尔顿面临着降薪的困境，埃德娜为此要求与丈夫的老板面谈，斯克尔顿起初对此感到不快，觉得妻子不恰当地干预了自己的工作，但当她谈完后，斯克尔顿不但得到了加薪，而且还有了更多的优待，这改变了他的看法，从此不再介意埃德娜的介入。考虑到丈夫很小时就退了学，妻子还买来了教科书给他补课，在埃德娜的帮助下，斯克尔顿获得了高中同等学历。
斯克尔顿夫妇都希望能够打入纽约市进行杂耍表演。两人筹划了一套节目，并且开始得到一些小型剧院的预订。一次，马萨诸塞州巴恩斯特布尔县哈里奇港的一家剧院预订了节目，当地距堪萨斯城有约3200公里，但夫妻俩还是感到高兴，因为那里距纽约市更近。他们为此行买了辆二手车，还从埃德娜的母亲那里借了5美元，等两人到达密苏里州的圣路易斯时已经只剩下50美分。斯克尔顿向夫人提议，从地上捡空烟盒，取出里面的锡箔，埃德娜起初以为丈夫在开玩笑，但之后还是照办了。斯克尔顿用剩下的50美分买来肥皂，将其切成小方块后用烟盒中的锡箔包裹起来。这样做出来的产品可以用来除去眼镜上的雾，斯克尔顿夫妇以每个50美分的价格出售，再用挣到的钱租下旅店房间。两人就用这样的方式白天赶路、晚上工作，一直赶到哈里奇港。

#### 泡甜甜圈的人

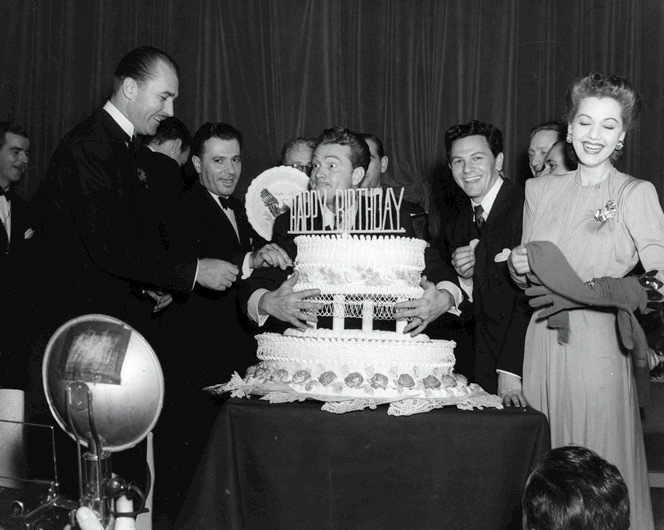
斯克尔顿与约翰·加菲尔德参加1944年罗斯福总统的生日舞会

斯克尔顿和埃德纳在新泽西州的肯顿工作了一年，并于1934年通过一位在纽约罗克西影院（Roxy Theatre）管理合唱团的朋友和蒙特利尔的丽都俱乐部达成演出协议。虽然从一开始就困难重重，演出还是获得了成功，给夫妻俩带来加拿大各地剧院的生意。夫妻俩在蒙特利尔遇上一位纽约杂耍表演制作人，后者向两人承诺，只要他们能够设计出一套新的节目，就可以得到纽约勒夫州立剧院的预订。一次，两人在酒店咖啡厅吃早餐，埃德纳在和丈夫一起看着周围的人喝咖啡、吃甜甜圈时想出了一个主意。两人设计出一套名为《泡甜甜圈的人》（Doughnut Dunkers）的节目，斯克尔顿在其中模仿不同的人吃甜甜圈的方式。这个小品为他们赢得了勒夫州立剧院的演出协议和优厚的待遇:197。
夫妻俩把这份演出协议视为事业上的重要机遇。他们为此聘请了多位纽约喜剧作家为演出准备素材，觉得有必要在自己通常的表演中加入一些更复杂的笑话和小品。但是，纽约的观众对此并不买账，观看的人既没有笑，也没有鼓掌，一直到他放弃这些新增的内容，只表演《泡甜甜圈的人》和其它老节目时，情况才得以改观。1937年，斯克尔顿在首都哥伦比亚特亚的首都大剧院演出，美国总统富兰克林·德拉诺·罗斯福邀请他到白宫的一场午宴上表演。在一次正式祝酒时，斯克尔顿抢过罗斯福的酒杯说：“当心你喝的这是什么，总统先生。我就曾让这玩意儿整得翻天覆地。”他的幽默得到了总统的赞赏，此后多年里，斯克尔顿都成为罗斯福正式生日庆典的司仪。

### 电影事业

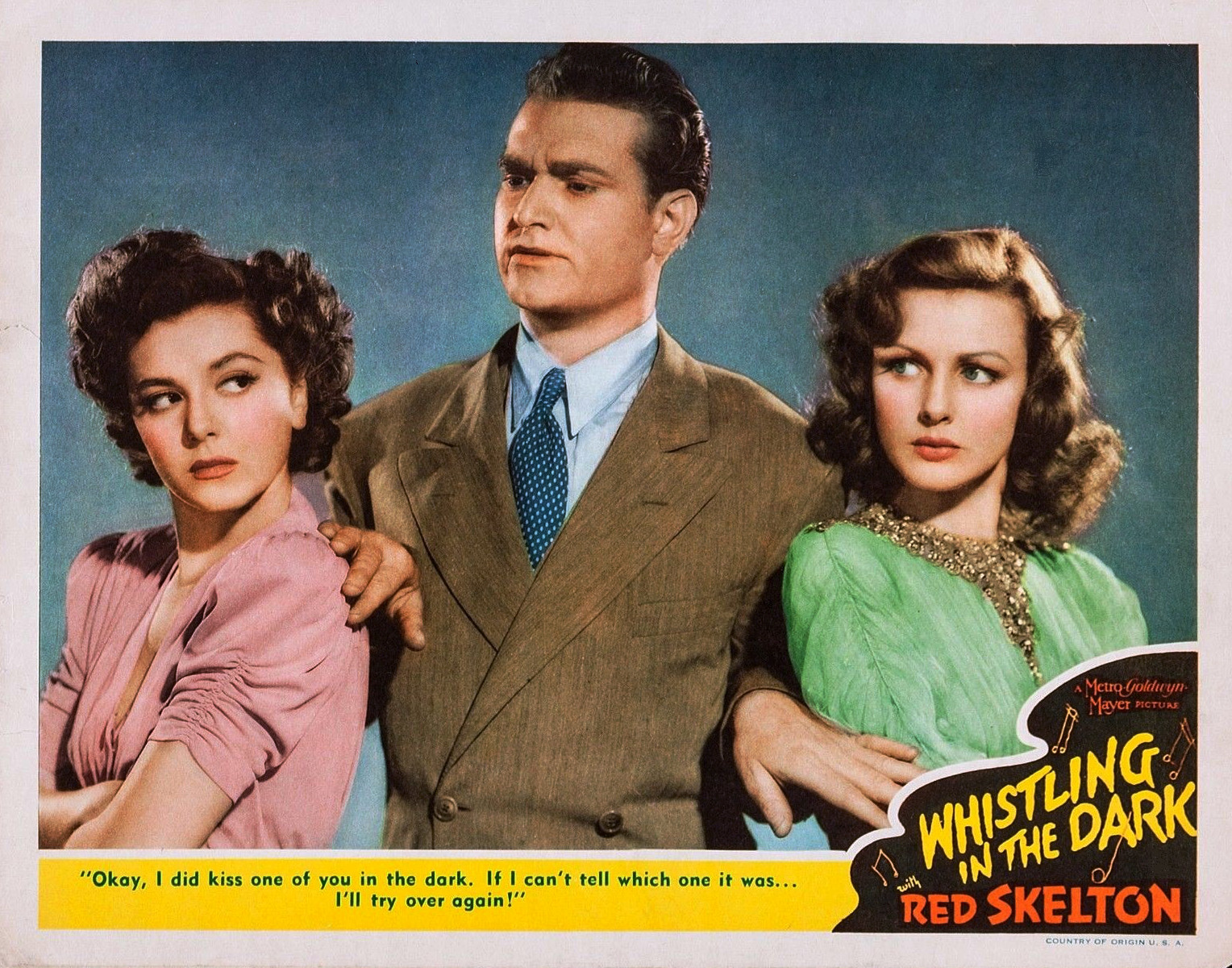
斯克尔顿与安·卢瑟福德、弗吉尼亚·格雷共同出演1941年的喜剧片《黑暗中的哨声》

1932年，斯克尔顿曾参加过一部电影的试镜，但与好莱坞的这第一次接触以失败告终。1938年，他在雷电华电影出品的《美妙时刻》（Having Wonderful Time）中饰演配角，是个营地辅导员，这部由阿尔弗雷德·桑特尔（Alfred Santell）执导，金吉·罗杰斯、小道格拉斯·范朋克（Douglas Fairbanks, Jr.）和露西尔·鲍尔主演的电影也就成为他的银幕处女作。1939年，他出现在维他风的两部短片中：《见红》（Seeing Red）和《百老汇的巴卡罗》（The Broadway Buckaroo）。男演员米基·鲁尼曾参加罗斯福总统1940年的生日聚会，并因此看到了斯克尔顿的《泡甜甜圈的人》，他主动联系了斯克尔顿，促请他尝试投身电影事业:9。参加米高梅的试镜时，斯克尔顿表演了自己许多很受欢迎的短剧，《酒鬼的杜松子酒》（Guzzler's Gin）就是其中之一，并且随着摄影机不断转动，他也表演了一些即兴的哑剧。例如《电影英雄临终模仿》（Imitation of Movie Heroes Dying）就是他在表演中模仿一些明星在镜头前垂死的形象，模仿的演员包括乔治·拉夫特（George Raft）、爱德华·罗宾逊和詹姆斯·卡格尼。
斯克尔顿开始在米高梅的多部电影中亮相。1940年，他在弗兰克·鲍沙其（Frank Borzage）执导的《飞行太保》（Flight Command）中出演一名很有幽默细胞的中尉，与罗伯特·泰勒、露丝·赫希（Ruth Hussey）和沃尔特·皮金演对手戏:10。1941年，他又在哈罗德·S·巴奎特（Harold S. Bucquet）的两部《基尔戴尔医生》系列医疗剧——《基尔戴尔医生的大喜之日》（Dr. Kildare's Wedding Day）和《人民诉基尔戴尔医生》（The People vs. Dr. Kildare）——中诠释了同类角色。不久，斯克尔顿开始在多部喜剧电影中出演男主角：无能的电台侦察“狐狸”（The Fox）。其中第一部是1941年的《黑暗中的哨声》（Whistling in the Dark），这是他首次和西尔万·赛门（S. Sylvan Simon）合作，后者将成为他最喜欢的导演:191。他还在赛门执导的另外多部电影——包括1942年的《迪克西的哨声》（Whistling in Dixie）和1943年的《布鲁克林的哨声》（Whistling in Brooklyn）——中再次扮演“狐狸”，与安·卢瑟福德（Ann Rutherford）演对手戏。斯克尔顿还从1941年开始出演歌舞喜剧片，与埃利诺·鲍威尔（Eleanor Powell）、安·萨森（Ann Sothern）和罗伯特·杨（Robert Young）一起出演诺曼··麦克劳德（Norman Z. McLeod）执导的《端庄淑女》（Lady Be Good）:319。1942年，斯克尔顿参演爱德华·布泽尔（Edward Buzzell）的《船舶阿霍伊》（Ship Ahoy），再次与埃利诺·鲍威尔演对手戏，还在麦克劳德的《巴拿马哈蒂》（Panama Hattie）中再次与安·萨森合作。

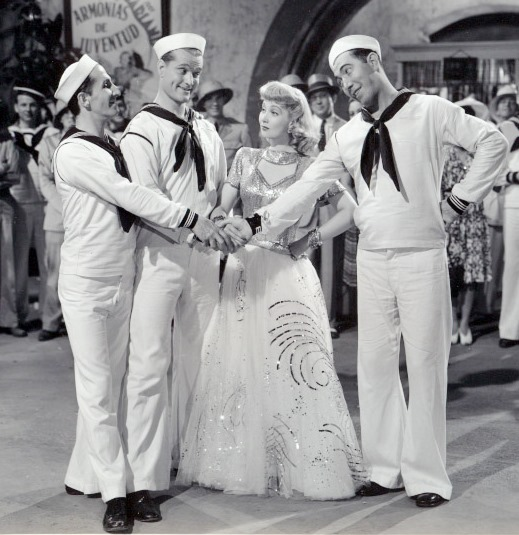
《巴拿马哈蒂》剧照，斯克尔顿的角色位于中间女角的左侧（人物的右侧，照片的左侧）。

1943年，斯克尔顿与露西尔·鲍尔和吉恩·凯利一起出演罗伊·德尔·鲁斯（Roy Del Ruth）的《璇宫绮梦》（Du Barry Was a Lady），在片中扮演一位夜总会衣帽间服务员，喝醉酒后梦见自己成了国王路易十五:154。接下来他又在文森特·明奈利（Vincente Minnelli）导演的浪漫歌舞喜剧片《我干了》（I Dood It）中扮演酒店代客停车的服务员约瑟夫·里文顿·雷诺兹（Joseph Rivington Reynolds），爱上埃利诺·鲍威尔扮演的百老汇歌手康斯坦斯·肖（Constance Shaw）。这部电影很大程度上是巴斯特·基顿1929年电影《困扰婚姻》（Spite Marriage）的重拍片，基顿在自己的电影事业落入低谷后成为米高梅的喜剧顾问，他开始于本片拍摄期间在片场对斯克尔顿加以指导。基顿之后还指导过斯克尔顿在多部电影中的演出，他1926年的作品《将军号》之后也改编成1948年的电影《糊涂英雄》（A Southern Yankee），由爱德华·塞奇威克（Edward Sedgwick）和西尔万·赛门执导，斯克尔顿主演:174-190。基顿对斯克尔顿的喜剧才华非常满意，为此他找上米高梅总裁路易·B·梅耶，请对方为自己和斯克尔顿创建一家小型制片公司，以便两人在更多的电影项目上合作。基顿甚至提出，如果制作的电影不卖座，他愿意放弃薪酬，但梅耶还是拒绝了他的请求:199-201。1944年，斯克尔顿主演乔治·西德尼导演的歌舞喜剧片《出水芙蓉》（Bathing Beauty），他在片中饰演一名唱作人，爱上埃丝特·威廉斯（Esther Williams）扮演的大学教师。他出演的下一部电影是《齐格菲歌舞团》（Ziegfeld Follies），该片由威廉·鲍威尔和朱迪·加兰主演，斯克尔顿的角色是个电视广播员，在介绍一种杜松子酒的过程中醉得越来越厉害，最终变得不省人事。1946年，他又主演了哈里·博蒙特（Harry Beaumont）的喜剧片《炫耀》（The Show-Off），扮演一个喜欢自夸的店员，与玛丽莲·麦斯威尔（Marilyn Maxwell）和玛约瑞·曼恩（Marjorie Main）演对手戏。

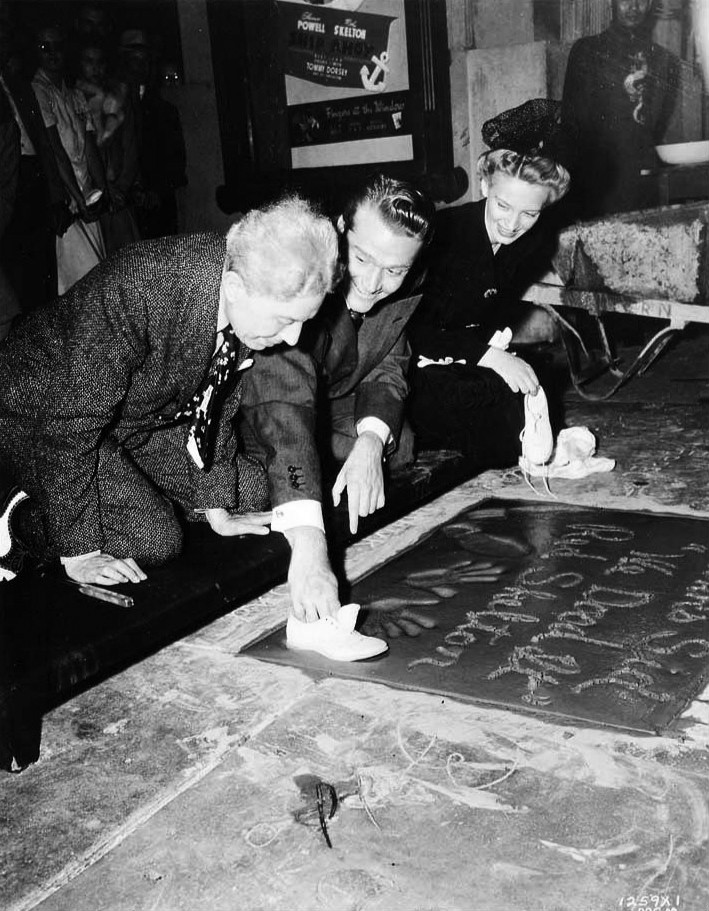
1942年6月18日，斯克尔顿在中国戏院印下自己的手掌印，夫人埃德娜在他的左侧（照片的右侧）。斯克尔顿还印上了“We Dood It!”（源自之前的电影，意为“我们干了！”）的字样。

与米高梅签约时，斯克尔顿的电台及其它事业尚未起步。到了同该公司商谈长期合约时，他希望能够有条款保证自己能够同时在电台和电视上工作，其中电视在当时总体而言尚处于实验性阶段。这一时期的电视行业在纽约最为发达，斯克尔顿已经在那里工作过一段时间，觉得自己的喜剧表演可以通过这种新兴媒体取得成功:10。到了1947年，斯克尔顿的工作重点已经从电影转移到了电视和广播上。他和米高梅签订的合约中存在较为严格的规定，他每个星期的广播节目以及其他演出和收益都需要得到电影公司的书面许可，相比之下，电台的限制更少、薪水更高，并且他对节目创意的控制权也更大:171。如果要买断自己与米高梅签订合约中的剩余时间，斯克尔顿需要付出75万美元的代价，但他无法筹集到这笔巨额，因此只能请求米高梅公司同意中止合同。电影《那个卖富勒刷子的人》（The Fuller Brush Man）拍摄期间，他在片场这样表达了对自己处境的失望：“电影不是我的领域，广播和电视才是。”。但是，他还是没能获得自己渴望的电视条款，米高梅也拒绝中止合同。1948年，专栏作家席拉·格雷厄姆（Sheilah Graham）在文章中披露了斯克尔顿的心愿：每年只拍一部电影，其他时间就带着自己的广播节目周游全美:191。
斯克尔顿在即兴表演上的能力经常意味着实际拍出的电影会与剧本存在不同。有些导演对这种创新感到高兴，但也有些感到不满。例如与斯克尔顿成为密友的西尔万·赛门就允许斯克尔顿在自己执导的电影中自由发挥。但是，拍摄《那个卖富勒刷子的人》期间，米高梅却对赛门的做法感到恼怒，因为斯克尔顿在该片中扮演的本应是坠入情网的男主角，而不是把电影变成一场插科打诨的闹剧。接下来米高梅没有让赛门执导《糊涂英雄》中的重拍镜头，后者为此与米高梅分道扬镖，还要求把自己的名字从电影主创人员名单中去除。
斯克尔顿仍然愿意同米高梅续约，但要求获得从事电视工作的权利。这一次米高梅终于同意了，斯克尔顿也成为当时该公司的大牌演员中唯一拥有这项特权的人。1950年的这次协商结果让他可以从1951年9月30日开始从事电视工作。在同米高梅合同期限的最后一段时间里，斯克尔顿在出演电影的同时还会发展自己的广播和电视事业。这一时期他出演的电影包括：杰克·多纳休执导的1950年电影《糊涂司机》（The Yellow Cab Man）、罗伊·罗兰德（Roy Rowland）和巴斯特·基顿共同导演的1951年电影《抱歉借过》（Excuse My Dust）、查尔斯·沃尔特斯（Charles Walters）同样于1951年推出的《德州嘉年华》（Texas Carnival）、茂文·勒鲁瓦（Mervyn LeRoy）的1952年作品《美不胜收》（Lovely to Look At）:10、罗伯特·Z·伦纳德（Robert Z. Leonard）的1953年电影《小丑》（The Clown）和1954年电影《钻石大盗》（The Great Diamond Robbery），以及诺曼··麦克劳德1957年的作品《公共信鸽一号》（Public Pigeon No. 1）。其中《公共信鸽一号》是斯克尔顿最后一次在电影中担当重要角色，影片源于故事选连续剧《高潮》（Climax!）。斯克尔顿于1956年接受采访时表示，自己永远都不会再同时参与电影、电视和广播三个行业。从这以后，他只在少量电影中有过非常短暂的出场，例如1956年影片《环游世界八十天》中的沙龙醉汉、1960年电影《十一罗汉》（Ocean's 11）中的赌徒，以及1965年电影《飞行器里的好小伙》（Those Magnificent Men in their Flying Machines）中一个很倒霉的试飞员。

### 1937至1951年：广播、离婚和再婚
1937年8月12日，斯克尔顿因表演《泡甜甜圈的人》而得以首次出现在鲁迪·瓦利（Rudy Vallée）的《弗莱舍曼酵母时刻》（The Fleischmann's Yeast Hour）中。这个节目有才艺表演的环节，很多希望成名的表演人士都渴望能在其中表演。瓦利还预约了同样来自印第安纳州、并且在杂耍表演界也非常成功的乔·库克（Joe Cook）同斯克尔顿一起出场。两人在节目上互相讲述对方故乡的笑话，例如斯克尔顿就称库克所在的埃文斯维尔是温森斯的郊区。这次节目收到了许多热心观众的来信，为此电视台在两个星期后再度邀请两位喜剧演员一起出场，并且同年11月又再重复了一次:72-77。1938年10月1日，斯克尔顿取代雷德·弗利（Red Foley）成为全国广播公司节目《阿瓦隆时刻》（Avalon Time）的主持人，他的妻子埃德娜也成为节目中的演员，不过用的是自己的娘家姓。她还想出了一套与节目编剧合作的制度：从他们编写的素材中选择，然后自行加入一些内容，把没有使用的部分和台词留着将来再用。夫妻两在这个节目中一直工作到1939年末:9-11。由于还需参加电影的拍摄，因此他参加广播节目演出的报酬计算方式与他人不同。没有拍片时，他会通过免费在洛杉矶地区的宴会表演来为自己和米高梅做宣传。有一位电台广告代理商参加了其中一次宴会，他向自己的一位客户推荐了斯克尔顿的表演。1941年10月7日，斯克尔顿拥有了自己的电台节目《罗利烟草节目》（The Raleigh Cigarettes Program）。节目的乐队领队是奥兹·尼尔森（Ozzie Nelson），他的夫人哈丽特（Harriet）是节目中的歌手，不过用的是自己的娘家姓希利亚德（Hilliard），她还和斯克尔顿在短剧中有过合作。

#### “我干了！”

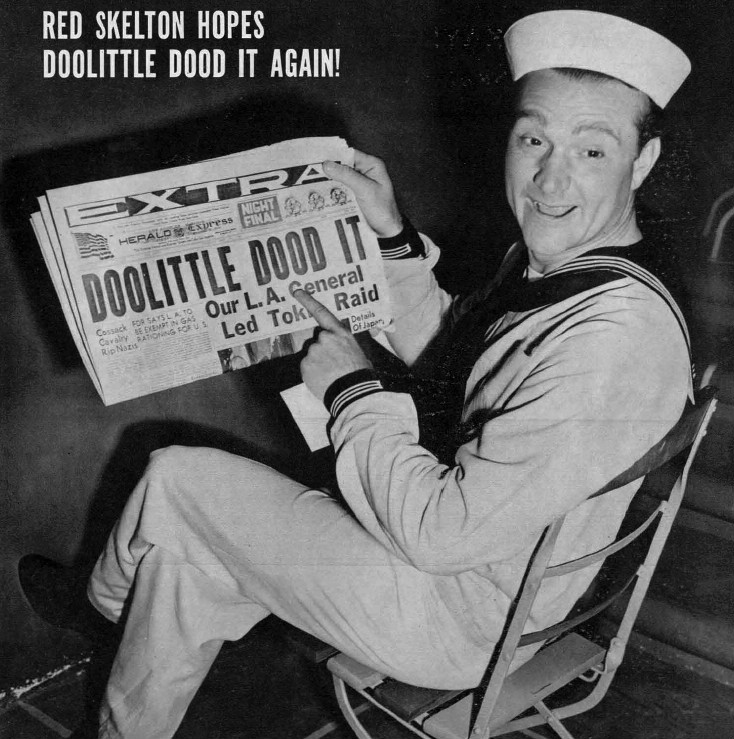
斯克尔顿与一份印有“Doolittle Dood It”（意为“杜立德干了”）字样头条新闻的报纸，摄于1942年。

斯克尔顿在第一期《罗利烟草节目》向观众介绍了两个重要角色。其中克莱姆·卡迪德霍珀（Clem Kadiddlehopper）是以他在温森斯时有重听毛病的邻居卡尔·霍珀（Carl Hopper）为原型。斯克尔顿为克莱姆设计的嗓音与之后出现的动画角色布尔温克（Bullwinkle）非常相似，以至于斯克尔顿还考虑要起诉为这头动画驯鹿配音的演员比尔·斯科特（Bill Scott）:11。第二个角色是个叫“第二世”（Junior）的孩子，经常恶作剧，无论他人叫他不要做什么，他都偏要反其道而行之。“第二世”经常会说一些类似“要是我干了，就得挨顿鞭子”之类的台词，过上片刻后又补上一句：“我干了！”:11斯克尔顿之前在家中和埃德娜一起排练过这个角色，绰号“第二世”也早就想了出来，但广播节目的听众是在过了很长时间以后才知道这个名字:199。虽然其中的台词是斯克尔顿想出来的，但把这个角色用到广播节目中却是埃德娜的主意。斯克尔顿曾主演过1943年的电影《我干了》，不过他并没有扮演“第二世”这个角色。
这句“我干了”在当时有着全国性的文化影响力，以至于杜立德将军于1942年轰炸东京后，许多报纸都用“杜立德干了”这句话来作为头条新闻标题。1943年，斯克尔顿与罗斯福总统进行了一番交谈，然后开始利用自己的电台节目筹集资金，用来购买一架A-20浩劫攻击机送给苏联红军，为第二次世界大战贡献力量。他在节目中请求孩子们寄来零钱，只用了短短两个星期就凑足了购买战斗机的钱，然后还给这架飞机起名叫“我们干了！”1986年，苏联的《真理报》发文对斯克尔顿的礼物表示感谢，1993年，这架飞机的飞行员还得以面见斯克尔顿，感谢他赠送的飞机。
斯克尔顿还在节目中增加了一个自己从1928年时就开始表演的短剧。这一小品原名《醇香的雪茄》（Mellow Cigars），主要内容是一位广播员抽过自己赞助商的雪茄后病倒了。香烟制造商布朗和威廉森（Brown & Williamson）要求斯克尔顿对节目的某些方面作出更改，于是他把套路更名为《酒鬼的杜松子酒》，其中的广播员一边品尝一边吹捧赞助商的酒，整个人也醉得越来越厉害。传统的广播节目通常会在节目准备播出前表演一些给现场来宾“热身”的内容，但斯克尔顿却选择反其道而行之。定期广播节目结束后，来到电台现场的来宾可以看到一些节目之后的表演。斯克尔顿这时会为大家表演包括《酒鬼的杜松子酒》在内的超过350种小品。他还不断地对这些节目后的演出内容加以改进和更新，就像正式节目中的表演一样。这么一来，电台现场观众的门票就变得供不应求，有些时候甚至有多达300人因为座位不足而被拒之门外。

#### 离婚和再婚
1942年，埃德娜宣布自己准备离开斯克尔顿，但仍会继续担任他的经济人，为他编写素材。斯克尔顿一开始以为她在开玩笑，直到夫人通过全国广播公司发布有关即将离婚的声明时才意识到事情的严重性。两人于1943年离婚，但即便是离开法庭时也仍然是手牵着手。他们没有讨论过离婚的原因，埃德纳起初还打算为其它广播节目编剧。离婚成为定局后，她动身前往纽约，还给前夫留下了3套已经完全准备好的演出脚本。斯克尔顿和许多朋友都给她发电报或是打电话，请他再以专业人士的身份回到他身边。斯克尔顿花起钱来大手大脚，所以两人的资金仍然是由埃德娜来管理。斯克尔顿还曾试着自己管理支票账户，开始时设定了5000美元的余额，结果只过了5天埃德娜就接到电话，这个账户已经透支。斯克尔顿每个星期的花费额度为75美元，埃德娜为他投资包括房地产在内的一些相对比较稳定的资产。她之后多年里一直是他的职业顾问，一直到1952年才停止，为此她也获得了很高的周薪，并且持续终身。

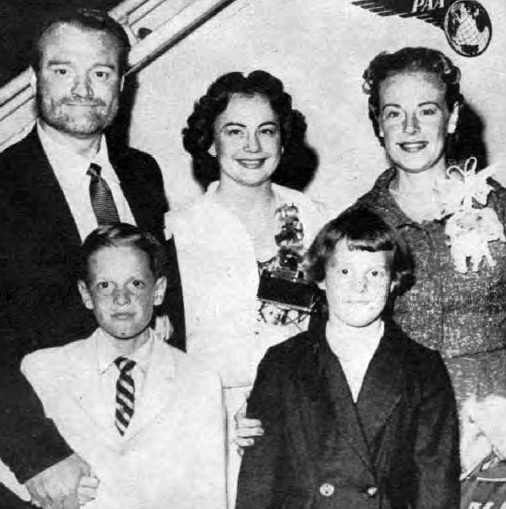
1957年前后的斯克尔顿一家人。后排从左至右分别为：雷德、夫人乔治娅、小姨子玛克辛·戴维斯。前排：儿子理查德和女儿瓦伦蒂娜。

根据美国的征兵政策，已婚男士可以暂缓入伍，因此离婚也就意味着斯克尔顿需要服股。1944年初，他应征加入美国陆军，米高梅和斯尔顿的电台赞助商试图让他延期服役，但都无济于事。1944年6月6日，他最后一次完成《罗利烟草节目》的播音，次日就正式成为二等兵，当时也没有分配到文兵团。斯克尔顿离开后，《罗利烟草节目》也相应停播，奥兹·尼尔森夫妇于是把握机遇拥有了自己的节目：《奥兹和哈丽特历险记》（The Adventures of Ozzie and Harriet）:13。
1944年，斯克尔顿与女演员穆里尔·莫里斯（Muriel Morris，又名穆里尔·切斯）订婚，两人已经领取了结婚证明，并告诉媒体他们打算在几天内结婚。但莫里斯在最后一刻改变了主意，称自己打算嫁给墨西哥城的一位富商。她之后又否认了这一嫁给富商的说法，但还是表示自己与斯克尔顿的恋情已经结束了。莫里斯还进一步表示，自己做此决定与埃德娜仍然管理着前夫的事业没有关系，埃德娜也表示无意介入前夫和他人的任何感情，也不打算复和。1945年3月9日，斯克尔顿与女演员乔治娅·戴维斯在加利福尼亚州比佛利山成婚，当时他正因咽喉不适得以从陆军休一段无薪假，两人经常在米高梅见面。斯克尔顿是从东部的陆军基地前往洛杉矶参加婚礼。他知道自己有可能很快就会被派到海外，所以希望先结婚，婚礼结束后再前往医院接受手术治疗切除扁桃体。夫妻二人之后有了两个孩子，长女瓦伦蒂娜生于1947年5月5日，次子理查德生于1948年5月20日。

#### 军队、退伍，重回广播

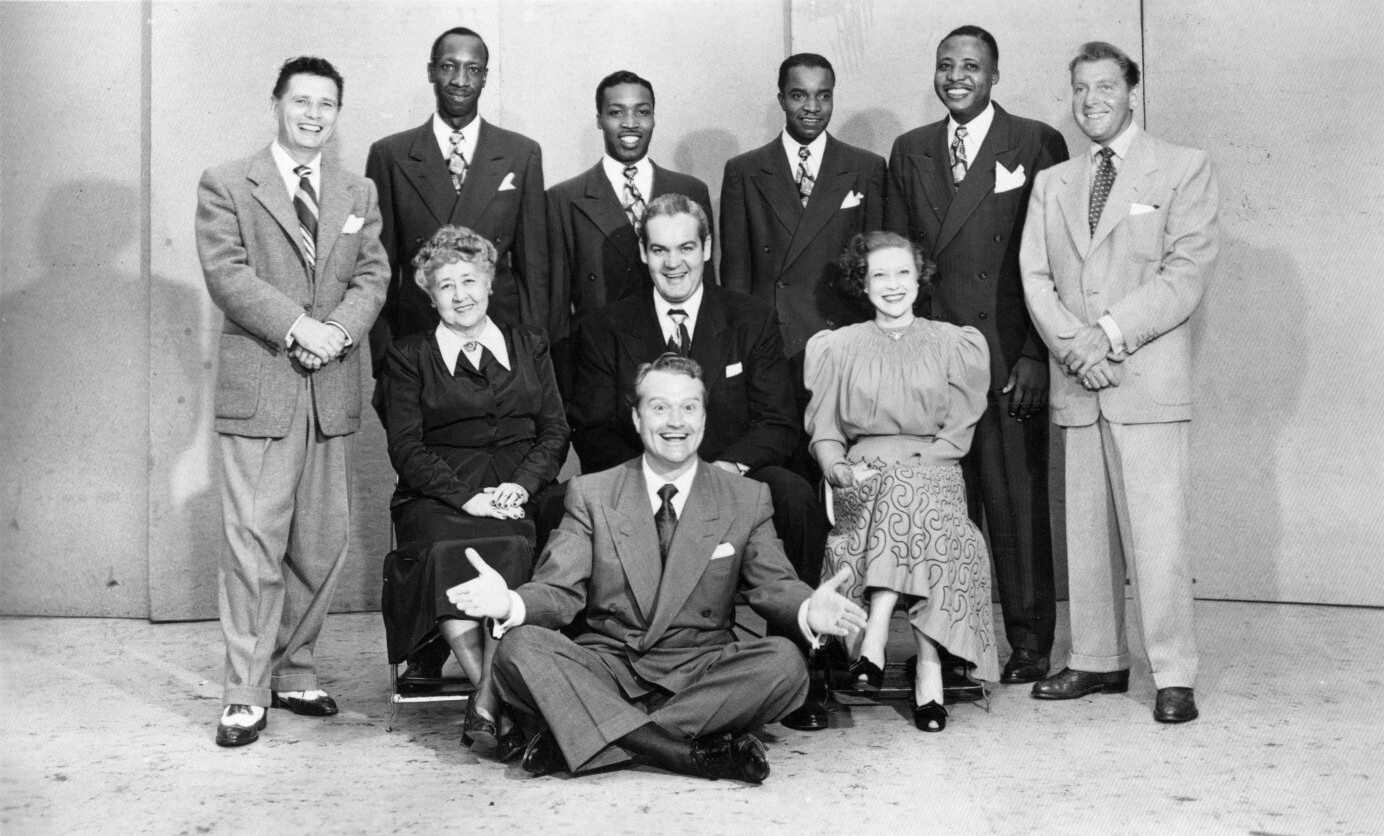
1948年《罗利烟草节目》众演职人员的合影，后排站着的6人从左至右分别是：帕特·麦吉罕、四骑士合唱团和乐队指挥大卫·罗斯，中排坐着的3人从左到右分别是：维尔娜·费尔顿（斯克尔顿“第二世”一角的奶奶）、罗德·奥康纳（广播员）和卢伦·塔特尔（“第二世”的母亲），前排坐在地上的男子则是斯克尔顿。

进入文兵团后，斯克尔顿无论是在美国还是欧洲平均一天都进行了多达10到12场演出。工作量的压力使他疲惫不堪，还出现了精神崩溃，这一精神崩溃又导致他患上严重的口吃。身在弗吉尼亚州一间陆军医院康复期间，斯克尔顿认识了一位身受重伤、医生估计无法生还的军人。他花了很多时间、想了各种办法试图让对方笑起来，结果口吃的毛病就在这一过程中痊愈了。更可喜的是，这位军人朋友的病情也得到缓和，已经不再是病危名单上的一分子。斯克尔顿于1945年9月退伍:201，过去的赞助商都等不及要让他重新开始广播，他的节目也于1945年12月4日在全国广播公司重新开始:13。
重回电台后，斯克尔顿在自己的保留节目中增加了许多新的角色：吵吵嚷嚷喜欢吹牛的玻利瓦尔·夏格纳斯蒂（Bolivar Shagnasty）、花椰菜麦克帕格（Cauliflower McPugg）是位拳击手、牛仔“死眼”（Deadeye）、威利·朗普朗普（Willie Lump-Lump）则是个酒鬼，还有圣费尔南多·雷德（San Fernando Red），他是个有政治诉求的骗子:14。1947年时，大卫·罗斯（David Rose）成为斯克尔顿的音乐总监，两人曾在军队中合作过，斯克尔顿希望电台节目恢复后可以有罗斯的加入，罗斯之后还将在电视节目中与斯克尔顿合作:14-15。
1947年4月22日，斯克尔顿在自己的广播节目中受到了全国广播公司的审查。当时他和广播员罗德·奥康纳（Rod O'Connor）刚开始谈及另一位喜剧演员弗雷德·艾伦（Fred Allen）在上星期节目中受到的审查，结果两人的话音被切断了15秒。喜剧演员鲍勃·霍普在谈及针对艾伦的审查时语音也遭切断。斯克尔顿之前坚持采用的素材在广播开始前就曾遭到电台的删改，因此为了保障现场观众的利益，他不得不伪造台词内容，让电台的删改不起作用。1947年3月，他还曾因在节目中使用了“尿布”（diaper）一词而被短暂消音。4月22日的这起事件发生后，全国广播公司表示今后不会再在类似情况下采取同样的措施。
1948年，罗利烟草的所有公司布朗和威廉森出于节目制作成本的考量不再提供赞助，斯克尔顿的新赞助商是宝洁公司的汰渍洗衣粉。一年后，斯克尔顿跳槽到了哥伦比亚广播公司，他的电台节目通过该公司一直播放到了1953年5月:16。与这家公司的广播节目合同到期后，斯克尔顿于1954年同齐夫广播签订了3年的辛迪加广播节目合同。他的辛迪加广播节目以日常节目的形式推出，其中既有他以前的网络电台节目片段，又有专为新节目制作的内容。他拥有重新播放自己以前广播节目的权利，所以可以在新的节目中再利用老节目的选段。

### 1951至1970年：电视
一直到1951年同米高梅签订的合同到期后，斯克尔顿才得以开始从事电视领域的工作，经过重新谈判，新的延期合同中提供了允许他在今后参加电视节目演出的许可。1951年5月4日，他与全国广播公司签订了电视节目合同，赞助商仍然是宝洁公司，合同中表示他会在电视上表演之前广播电台的节目。米高梅在与斯克尔顿签订的延长合同中规定他的电视节目要到1951年9月30日以后才能播出。他的电视处女作《雷德·斯克尔顿秀》（The Red Skelton Show）就是在这个夜晚首播：开场独白结束后，后台的两名男子从帷幕后面抓住他的脚踝，把他整个人脸朝下地拖下台。大卫·罗斯1943年大获成功的器乐曲目《弦乐的节目》成为斯克尔顿电视节目的主题曲:15。电视媒体的视觉优势让他得以创造两个海鸥角色，分别是葛特露（Gertrude）和海希克里夫（Heathcliffe），他把自己的两个拇指放在掖下来代表翅膀，还把帽子做成鸟窝的形状:preface, xvi。他让自己在电视上表演的角色乔治·艾波比（George Appleby）像在广播上表演的·纽顿·南布斯库尔（J. Newton Numbskull）一样怕老婆。1952年，他的节目新增了一个小丑角色：“吃白食的弗雷迪”（Freddie the Freeloader），斯克尔顿通过母亲的回忆了解父亲当年是如何化妆、如何表演，再在节目里模仿父亲当年的小丑扮相:3, 29。 每次节目的末尾还确立了固定的仪式，斯克尔顿用羞涩男孩的语气向观众说：“晚安，愿上帝保佑”。

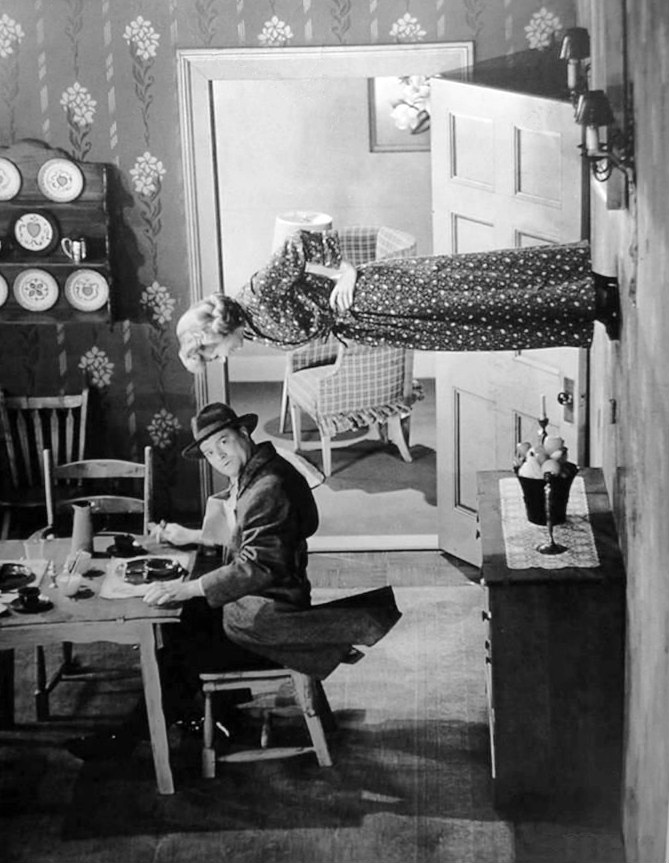
1952年《雷德·斯克尔顿秀》的剧照，斯克尔顿饰威利·朗普朗普，谢莉·米切尔饰演他的太太，看上去似乎是在墙上行走。

1951至1952年电视季期间，斯克尔顿的节目是通过全国广播公司一间经过改装的电台播音室播出:163。第一年的电视节目是现场直播，这给工作带来了困难，演员没有足够的时间更换服装，节目时长半小时，斯克尔顿大部分时间里都在镜头上，中间还会根据事先制订的进程插播一段广告:231。1952年初，斯克尔顿想到一个电视小品的点子，主要内容就是一个人喝多了酒后搞不清楚到底路途和方向。脚本完成后，他让节目的制作团队搭建了一套与舞台垂直的场景，这能让其中的人看起来仿佛就是在墙壁上行走一般。斯克尔顿在小品中扮演好酒成性的威利·朗普朗普，他的夫人联系一位木匠来重新装修家里的起居室，以期给酗酒的丈夫一个教训。又一次宿醉的威利早上醒来时发现自己并不是躺在地板上，而是靠在起居室的墙上。他的妻子在屋里行动如常，但在威利看来，她却是在飞檐走壁。节目播出仅一个小时后，美国广播公司的电话总机就接到了350通有关节目的电话，斯克尔顿本人则在节目播出后的一星期里收到了超过2500封有关这个小品的信件。
斯克尔顿每个星期都有着密集的直播演出，这种压力导致他在身体上出现疾病。1952年，他因横膈膜疝气引发的持续疼痛以及婚姻上出现问题开始酗酒，并且考虑要和乔治娅离婚:208, 210。1952至1953年电视季，全国广播公司同意在鹰狮制片厂拍摄他的节目，之后又转移到好莱坞圣莫尼卡大道的山姆· 戈尔德温制片厂:178。再后来，节目又改在全国广播公司位于伯班克的新电视演播室录影。宝洁公司对电视节目的录影感到不满，坚持要让斯克尔顿继续进行直播。这种局面一度导致他考虑要退出电视界。1953年春，宝洁公司因收视率下滑而取消了节目，斯克尔顿则宣布自己以后只会参与综艺类的节目演出，这样他就不会有几乎需要不间断表演的负担。从1953至1954年电视季开始，他跳槽到了哥伦比亚广播公司并一直工作到1970年:194。刚到该公司时，斯克尔顿没有赞助商，所有的费用都由电视台承担了下来，一直到巨力多（Geritol）成为他的赞助商时止。他减少了自己的饮酒量，节目的收视率也有好转，特别是当他得到美国庄臣和宠物牛奶公司赞助的节目在星期二晚开播以后:46。
1955年时，斯克尔顿部分每周一期的节目已经开始通过彩色制式播出，这样的彩色节目从1955到1960年一共播出了约100期。他曾试着鼓励哥伦比亚广播公司把其他节目也制作成彩色播出，但自电视置景制造部门于1951年取消后，该公司总体上就力图避免播放彩色节目。到1959年时，斯克尔顿已经是美国唯一一位拥有每周一期综艺电影节目的喜剧演员，包括丹尼·托马斯（Danny Thomas）在内的其他几位活跃在电视上的喜剧演员大多是参加情景喜剧演出，其表演本身只是节目的一部分。他会先在星期一为现场观众表演，根据大家的反响来决定星期二的节目应该如何演出。星期二下午会在实际节目播出前再进行一次预演，这一期间他会即兴发挥，基本上不会根据脚本来进行，这段预演很受哥伦比亚广播公司电视城的职工好评。无论是在现场直播还是节目录影，他表演的小品都时常会被现场观众的大笑打断。

#### 理查德的疾病和夭折

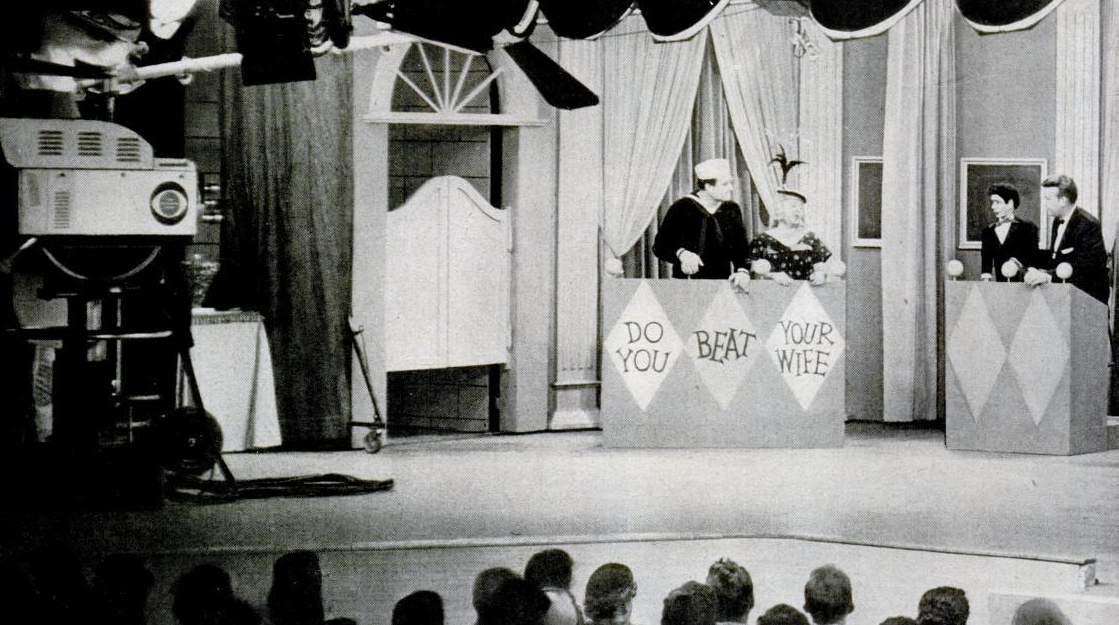
1957年1月15日，斯克尔顿和米基·鲁尼彩排《雷德·斯克尔顿秀》。斯克尔顿演的是个水手，而鲁尼则是他前来参赛的妻子。这个节目是对美国广播公司节目《你相信太太吗？》的恶搞。这也是斯克尔顿在儿子理查德确诊患有白血病后主持的第一期电视节目。

正当斯克尔顿的受欢迎程度如日中天时，他年仅9岁的儿子理查德经确诊患有白血病，大夫估计孩子只剩一年生命。虽然电视台让他自行决定返回继续做节目的时间，但斯克尔顿认为自己只有继续演出才能够放心，让儿子的余生感到快乐。1957年1月15日，他回到电视台继续主持《雷德·斯克尔顿秀》，米基·鲁尼是这期节目的来宾，在节目中帮斯克尔顿打气。在以前的快乐时光中，他经常会在节目里提到自己的孩子们，但自儿子生病后就很难再继续如此，最终斯克尔顿是在理查德的要求下才重新开始表演节目:63。儿子的病情确诊后，斯克尔顿带着全家开始长途旅行，让理查德可以尽可能地多看看这个世界。一家人到达伦敦后，有媒体指责称这次旅行为病重儿子是假，宣传炒作是真。还有报纸中提及理查德的病情是致命的，导致孩子之后看到了这样的内容，一家人为此又返回了美国。
斯克尔顿一家得到了哥伦比亚广播公司管理层的支持，并且在把理查德的病情公开后也得到了公众的支持。斯克尔顿自己这时也患上了严重的疾病，而且还在家里出了一次意外，这都令他无法回到工作岗位。1957年12月30日，他出现了一次危及生命的严重哮喘，被送到圣莫尼卡的圣约翰医院接受治疗，他的医生表示：“如果从生到死一共有10步，那么当我们赶到时，雷德·斯克尔顿已经走完了9步”。起初大夫没有确定病人所需的留院时间，斯克尔顿之后表示，当时他正在为电视节目作一些笔记，然后再回到神儿来的时候就已经躺在病床上了，他起初并不知道自己病情的严重程度，一直到看到相关报道才有所知晓。病情和恢复所需的时间让他整整一个月都没法返回电视台，一直到1958年1月28日才回到了自己的节目中。
1958年5月10日，理查德·弗里曼去世，这时距他的10岁生日还差10天。根据原定的计划，斯克尔顿需要在儿子下葬的这天制作自己每周一期的电视节目。虽然电视台可以播放一些以前录制的老节目，但他还是要求请来嘉宾表演。斯克尔顿在电视剧、电影和音乐界的朋友组织了一场名为《雷德·斯克尔顿的朋友们综艺秀》（The Friends Of Red Skelton Variety Show）的表演，用来取代当天晚上的《雷德·斯克尔顿秀》。1958年5月27日，斯克尔顿回到了自己的节目中。理查德的死对这个家庭产生了很大的影响，孩子的火车模型直到1961年仍然存放在贝莱尔（Bel Air）豪宅的储藏室，斯克尔顿不愿意将这些模型报废。1962年，斯克尔顿一家迁居棕榈泉，但他还是保留着贝莱尔的房子，之后只有在洛杉矶为电视节目录影时才在这里待过两天时间:271。

#### 《雷德·斯克尔顿时刻》
1960年初，斯克尔顿买下了老旧的查理·卓别林制片厂，并对其加以更新换代，用于节目录制:215。加上不久前购买的三卡车移动彩色电视设备，他把自己的许多常规和特别节目都录制成了彩色。尽管斯克尔顿已经可以提供现成的彩色设备，但哥伦比亚广播公司还是停止了日常节目的彩色播映，斯克尔顿之后不久把制片厂卖给了哥伦比亚广播公司，而移动设备则卖给了洛杉矶当地电视台。购买制片厂和移动设备前，他还曾在德思路制作公司录影。接下来斯克尔顿把工作地点搬到了哥伦比亚广播公司电视城，在这里录制自己的节目直到离开该公司为止。1962年秋，哥伦比亚广播公司把他的节目时长增加到一小时并更名为《雷德·斯克尔顿时刻》（The Red Skelton Hour）:243-252。“第二世”曾是他电台节目中的重头戏，但他一直要到1962年节目达到1小时长后才开始在电视上推出这个角色。

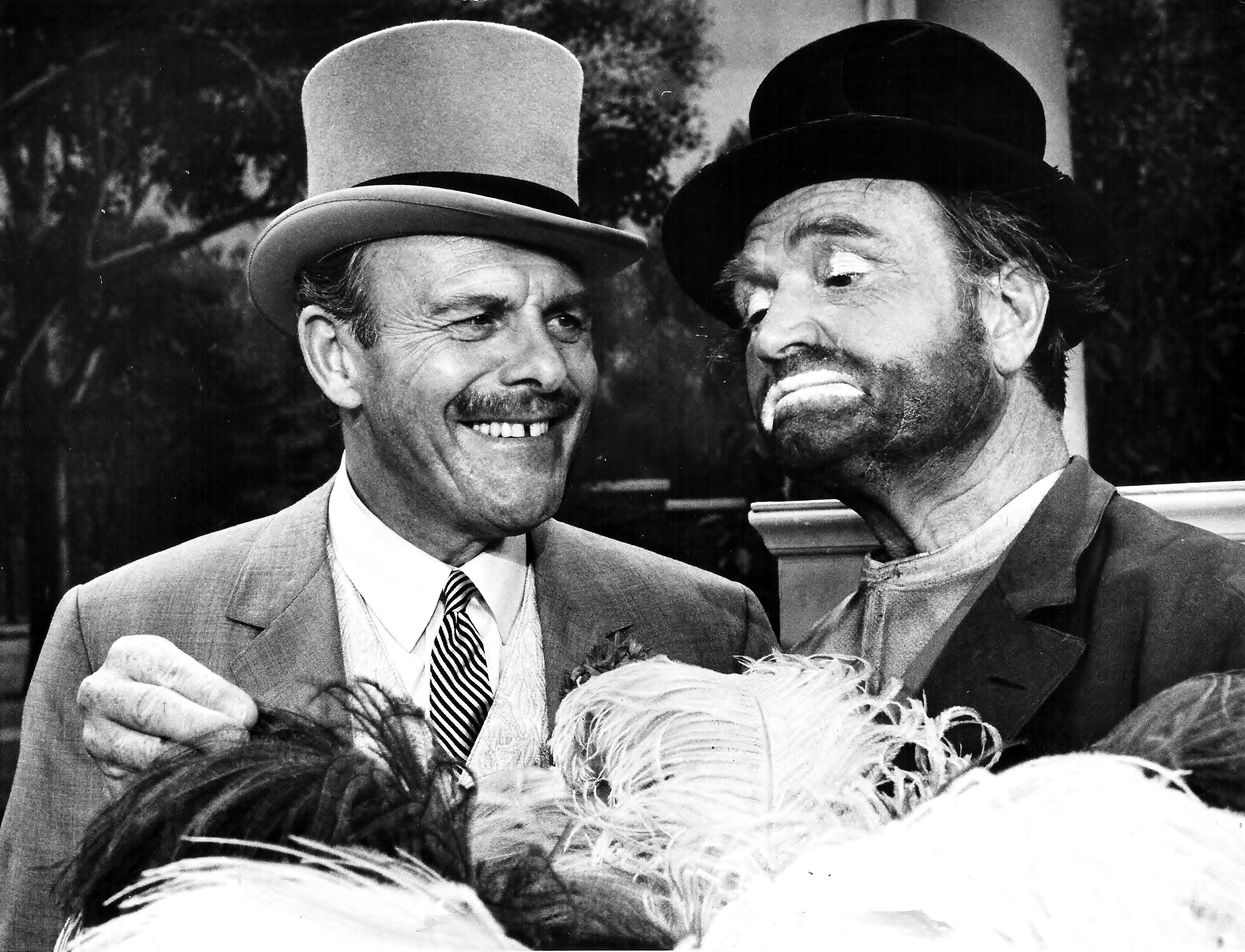
斯克尔顿和特里·托马斯同台演出，斯克尔顿扮演的是右边那位“吃白食的弗雷迪”。

斯克尔顿经常采用哑剧艺术来表现自己的角色：他每周一期的节目中就有一个名为“无声环节”的部分，内容就是哑剧表演。对此他表示，自己在早年的表演出涯里希望带的行李越少越好，为此创作了一些主要采用手势或是少量道具的表演套路。他还表示，戴上合适的帽子是他得以进入角色的关键因素:247-248。
斯克尔顿在1960至1961年电视季的开场节目中向联合国致敬。该组织包括多位外交官在内的约600人获邀成为节目的现场观众。由于现场观众中有来自39个国家的联合国代表，因此整场节目完全是一部哑剧。他表演的其中一个小品是一位老人观看游行，小品源于他的儿子理查德所问的一个问题，孩子当时问道，人死了之后会怎么样，父亲回答：“他们会参加游行开始前进”。1965年，斯克尔顿再次以哑剧形式完成了一场节目，这次还有马塞尔·马索合作，两位艺术家在整整一个小时的节目中轮流表演，一起在舞台上演出《木偶奇遇记》。这一个小时里只有节目的解说员莫里斯·舍瓦利耶（Maurice Chevalier）有开口说话。
1969年，斯克尔顿表演了一段有关效忠宣誓的自创独角戏，在讲话中谈论了每一句誓词的意义。根据斯克尔顿的表述，这个节目有他在温森斯时的文法学校老师拉斯威尔先生（Mr. Laswell）的功劳，这位先生因对众学生每天早上单调地背诵誓词感到厌烦而亲自向大家示范了朗诵的方法，而且还对每句话背后的含义加以评述。哥伦比亚广播公司之后收到了20万份观众请求，要求获得这段讲话的副本，该公司之后通过哥伦比亚唱片发行了这段独白的单曲唱片:112-113。次年，斯克尔顿在第一届“白宫之夜”——其中包含一系列向新总统致敬的娱乐节目——上为总统理查德·尼克松表演了这段独角戏:115。

### 1970至1983年：节目停播
从20世纪70年代开始，多家电视台开展一系列重大举措，停播了多个他们认为已经过时或是对年青人缺乏吸引，并且已经播映了很长时间的节目。虽然斯克尔顿的节目仍然有着强劲的收视表现，但哥伦比亚广播公司还是取消了他与包括杰基·格黎森和埃德·沙利文在内多位老牌主持人主持的喜剧或综艺节目:preface, xv。得知哥伦比亚广播公司取消了自己的节目时斯克尔顿正在拉斯维加斯演出，他对此表示：“我的心碎了”。他在电视业整整打拼了20个年头，其中有17年里他的节目都位于收视率十强之列。1970年，斯克尔顿来到全国广播公司继续自己之前的节目，但时间缩短到只有半小时，播出日期也改在星期一。这一电视季度完成后，他的节目又一次遭到取消，斯克尔顿的电视演播生涯也到此结束，他重新回到了现场演出生涯中:139。为了证明电视台做出了错误的决定，他在许多高校进行演出，事实证明，观众很喜欢他的节目。多年以后，斯克尔顿仍然对哥伦比亚广播公司停播自己的节目耿耿于怀:preface, xv。他认为所谓观众年龄段或是薪金过高都不是真正的问题，指控哥伦比亚广播公司在越战期间向反建制、反战派屈服，声称电视台是因为他保守的政治和社会立场而针对自己。他之前曾邀请过包括副总统斯皮罗·阿格纽和联邦参议院共和党领袖埃弗雷特·德克森（Everett Dirksen）在内的多位知名共和党政治家做客自己的节目。
这段时间里，斯克尔顿的个人生活和职业生涯都发生了变化。1971年，他与乔治娅离婚，再于1973年10月7日迎娶了摄影师格雷格·托兰德（Gregg Toland）的女儿洛锡安·托兰德。虽然他在节目遭停播后不久就宣布不会再涉足电视界，但心中的不平还是逐渐平息，到了1975年7月11日，他出现在《约翰尼·卡森今夜秀》中，这也是他自节目停播后首度亮相荧屏。主持人约翰尼·卡森曾是他节目的编剧，斯克尔顿在1954年的彩排中受伤后曾由卡森顶替，后者也从此得以在电视行业中发迹:144。同年10月，斯克尔顿还成为《梅夫·格里芬秀》的嘉宾:144。然而，正当人们期望他能够通过这一系列的谈话节目回到电视界时，乔治娅·斯克尔顿却在1976年5月10日、幼子理查德·斯克尔顿夭折18周年之际用枪结束了自己的生命:144。乔治娅这时54岁，已经有一段时间身体状况不佳。前妻的死让斯克尔顿深感悲痛，他把所有的职业活动都搁置了几个月的时间:144。
斯克尔顿曾计划在1977年出售自己以前电视节目的版权，当时他似乎得到了重返电视业界并且拥有定期节目的机遇，但需要根据以前的老节目数量来制作新的节目，每三期老节目制作一期新节目，这一目标显然没能实现。1980年，13位曾为他工作的编剧将斯克尔顿告上法庭，因为有信息称他打算在去世前销毁自己所有的电视节目录像。斯克尔顿则辩称，自己的话遭人断章取义，并且当年说出这些话的时候他正对电视业界非常不满。他当时反问道：“你会烧掉自己用超过20年时间建成的唯一一座纪念碑吗？”:preface, xv。作为这些电视节目的所有者，斯克尔顿曾一度拒绝让这些内容在自己有生之年重播:preface, xv。1983年，西屋广播公司宣布已与斯克尔顿达成协议，播放他从1966到1970年间制作的部分原创电视节目，而他早期的一些节目则要一直到他去世后才允许电视台播放。

### 舞台表演
斯克尔顿的70年演艺生涯是从舞台演员开始的。他一直钟爱剧院，称它们是“宫殿”，还将其比做自己的“客厅”，他正是在家里的客厅招待客人。表演结束时，他会看着已经没有笑声和掌声围绕的空荡舞台，然后告诉自己：“明天我必须重新开始。一个小时前我还是个大人物，我在那里还很重要。但现在，人去楼空，什么都没了。”。
1951年7月，斯克尔顿获邀到伦敦帕拉丁剧院进行为期4周的演出。他和夫人乔治娅、神父爱德华··卡尼（Edward J. Carney）搭乘班机从罗马飞往目的地，机上乘客来自多个国家，还有11位儿童。飞机在飞行过程中出现故障，全部4个发动机有两个失效，而且从当时的情况看剩下的两个也会失效，这意味着飞机会在勃朗峰上坠毁。神父做好了给机上众人做临终祈祷的准备，他还在这时告诉斯克尔顿：“你做好你该做的事，雷德，我会做好我的事。”神父卡尼开始了祈祷，斯克尔顿则在机上表演哑剧转移乘客的注意力。最终，班机安全降落在法国里昂一个小型简易机场:226。帕拉丁剧院热情地接待了斯克尔顿，还邀请他在这年圣诞节演出时再度光临。
斯克尔顿一直都有接受内华达州的酒店邀请做现场表演，并且在制作电视节目的间隙里也会抽时间出席州内的一些活动。离开电视业界后，他把自己的时间和精力集中在现场演出上，一年表演多达125场。他通常会提前数天到达目的地，在当地的购物商场为自己作宣传。演出开始前，他会给观众发放选票，其上列有约100种表演节目，请大家勾选出自己最喜欢的，再由表演场地的招待员收集并计算选票。然后斯克尔顿就会在表演当天根据观众的选择进行演出。他还在得知自己的表演因大量采用哑剧表演形式而深受听障人士欢迎后聘请了一位手语翻译，请他将表演中不是哑剧的部分翻译出来。他坚持现场表演直到1993年庆祝自己80岁寿辰时止:156。

### 晚年和谢世
1974年，斯克尔顿听闻尼尔·赛门的喜剧《阳光小子》（The Sunshine Boys）会改编成电影，这重新燃起了他对电影事业的热情，在这以前，他最后一次在大银幕上有重要表现已经是1956年出演的《公共信鸽一号》。斯克尔顿与杰克·本尼一起参加了试镜，他试镜的角色是威利·克拉克（Willy Clark），本尼则是艾尔·刘易斯（Al Lewis）。赛门本打算让已在百老汇扮演威利一角的杰克·艾伯森（Jack Albertson）继续出演这个角色，但斯克尔顿的试镜中的表现让他非常满意而改变了主意。然而，斯克尔顿最终却拒绝了出演，据报道称这是因为两方在演出报酬上未能达成一致，本尼之后也因病情被迫退出。最终乔治·伯恩斯（George Burns）和沃尔特·马特（Walter Matthau）共同主演了这部电影，伯恩斯还凭该片赢得了第48届奥斯卡金像奖最佳男配角奖。
1981年，斯克尔顿为制作了多个特别节目，其中包括《吃白食的弗雷迪的圣诞晚餐》（Freddie the Freeloader's Christmas Dinner）和《甜姐儿》（Funny Faces）系列特别节目。1984年，他为英国皇家鸟类保护协会进行了一场御前演出，这场演出之后通过在美国播映。2005年，公共电视网播出特别节目《黄金时代的开拓者》（The Pioneers of Primetime），其中有史蒂芬··赞伯（Steven F. Zambo）采访斯克尔顿的部分内容，这也是他生前接受的最后几场采访之一。
1997年9月17日，经过“漫长且原因不明疾病”折磨的理查德·伯纳德·“雷德”·斯克尔顿在加利福尼亚州兰乔米拉艾森豪威尔医疗中心去世，终年84岁，身后遗骨下葬在加利福尼亚州格伦代尔森林草坪纪念公园的大陵园祝祷圣殿家族私有墓室，和他的儿子理查德、前妻乔治娅永远躺在了一起:156。他的身后人包括遗孀洛锡安·托兰德·斯克尔顿、女儿瓦伦蒂娜·玛丽·斯克里顿·阿隆索和外孙女萨布丽娜·莫琳·阿隆索（Sabrina Maureen Alonso）。

## 绘画和其他兴趣

### 画作

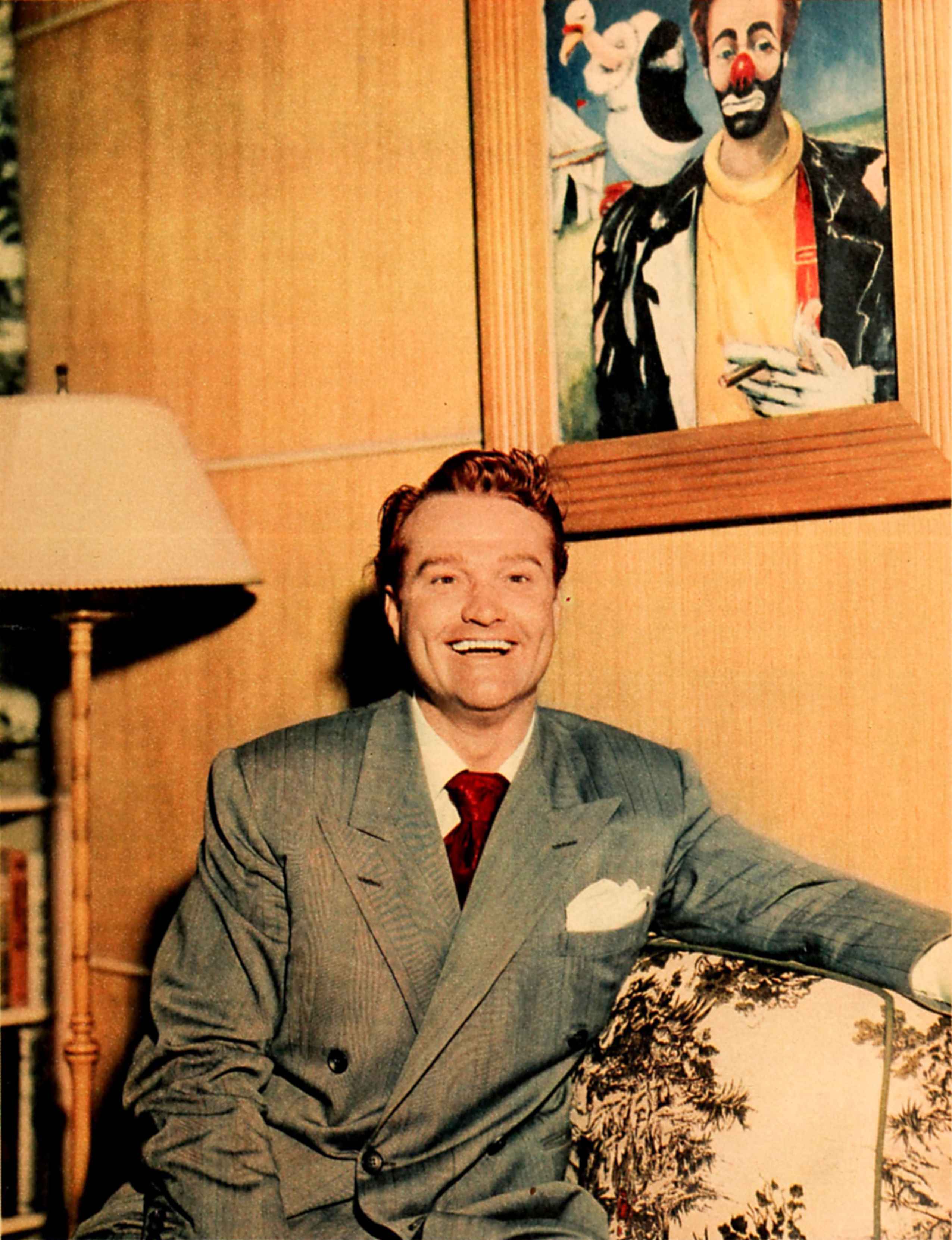
1948年斯克尔顿在家里的一张图片，墙上挂的是他所绘的小丑画作。

斯克尔顿从1943年开始绘图，但之后多年都没有公开。据他所说，自己是在芝加哥一家大型百货公司看到陈列的多种画作后受到启发开始试着作画。斯克尔顿当时问起一幅看起来就是“一堆斑点”的画作价格，店员的回答是“一万人里也没有一个能买得起。”他又告诉店员说，自己是那一万人中不会买这幅画、但会买艺术品原料的一个。他的夫人乔治娅曾进修美术，她说服丈夫于1964年在拉斯维加斯金沙酒店表演期间开办第一场公开作品展:280-282。斯克尔顿将绘画视为自己喜剧作品中的资产，因为这有助于他更好把自己哑剧表演中的所需要的道具想像出来。
斯克尔顿出售的画作中不但有原作，也有通过自己专门的邮购业务出售的复制品和印刷品。直接向美术馆出售画作的同时，他也会出售作品的特许经营权。他曾估算自己一年单凭销售平版画就赚了250万美元。斯克尔顿辞世后不久，他的艺术品经销商表示，斯克尔顿通过画作所赚的钱很可能比电视领域更高。斯克尔顿生前共绘制了上千幅小丑的油画。当他人问起他为什么要在画作中专注于小丑时，他起初这样回答：“我不知道为什么总是小丑。”接下来他又想了一会，然后再说：“我，并不是这样——我知道为什么。我只是不喜欢去考虑这件事……”斯克尔顿的单幅原作在他去世时的价格达到8万美元以上。

### 其他兴趣
斯克尔顿是位多产的短篇故事作家和作曲家。他晚上只睡4到5小时，早上5点起床，然后开始写故事、作曲、绘画。他每星期都至少会写一篇短篇故事，一生中创作的歌曲和交响乐曲达8000多首。他为干杯烟草写过广告，还把自己的许多作品卖给了专为商店和其它企业提供背景音乐的米尤扎克（Muzak）公司。斯克尔顿还对摄影感兴趣，参加好莱坞的许多聚会时，他会先拍照片，然后把胶卷送给只能在外面等待的报社记者。他身上总是带有微型相机，而且保有自己所有画作的照片记录。斯克尔顿还是狂热的园艺爱好者，他在加利福尼亚州棕榈泉的家里栽培盆景，还创建了自己的日本和意大利风格花园。

## 联谊会和荣誉
斯克尔顿是共济会成员，属印第安纳州温森斯一号会所。他还是苏格兰共济会和约克共济会的成员。他曾因在艺术与科学领域的杰出贡献获共济会分会会员普通大议会金质奖章。1969年9月24日，他获得了苏格兰仪式第33级荣誉，而且是1995年格尔加斯勋章得主。斯克尔顿儿时曾在温森斯的街头卖报，一位男子用一张5美元的钞票买了一份报纸，还告诉他不用找钱了。年幼的斯克尔顿问起对方为什么要给自己这么多钱，对方告诉他，自己是共济会成员，从小就被教导着要给予。这一经历让斯克尔顿对共济会产生了兴趣，决心长大后也要成为其中一员。他还是洛杉矶圣地兄弟会的成员。
斯克尔顿是杜鲁门州立大学斐陶斐声誉学会的荣誉会员。1961年，他获得了爱默生学院约瑟夫··康纳奖通信领域卓越贡献奖和荣誉学位，并成为学院兄弟会荣誉成员。斯克尔顿从温森斯高中获得了荣誉高中文凭。他还是卡帕・阿尔法・珀西联谊会全美荣誉乐队的荣誉成员，全美有上万个高中或高校乐队采用他创作的多首进行曲。1986年，斯克尔顿又获得了鲍尔州立大学的荣誉学位。
横跨沃巴什河的雷德·斯克尔顿纪念大桥将伊利诺伊州和印第安纳州连接起来，是50号美国国道的组成部分，桥的位置接近斯克尔顿的故乡温森斯，他于1963年出席了命名仪式。

## 奖项和表彰

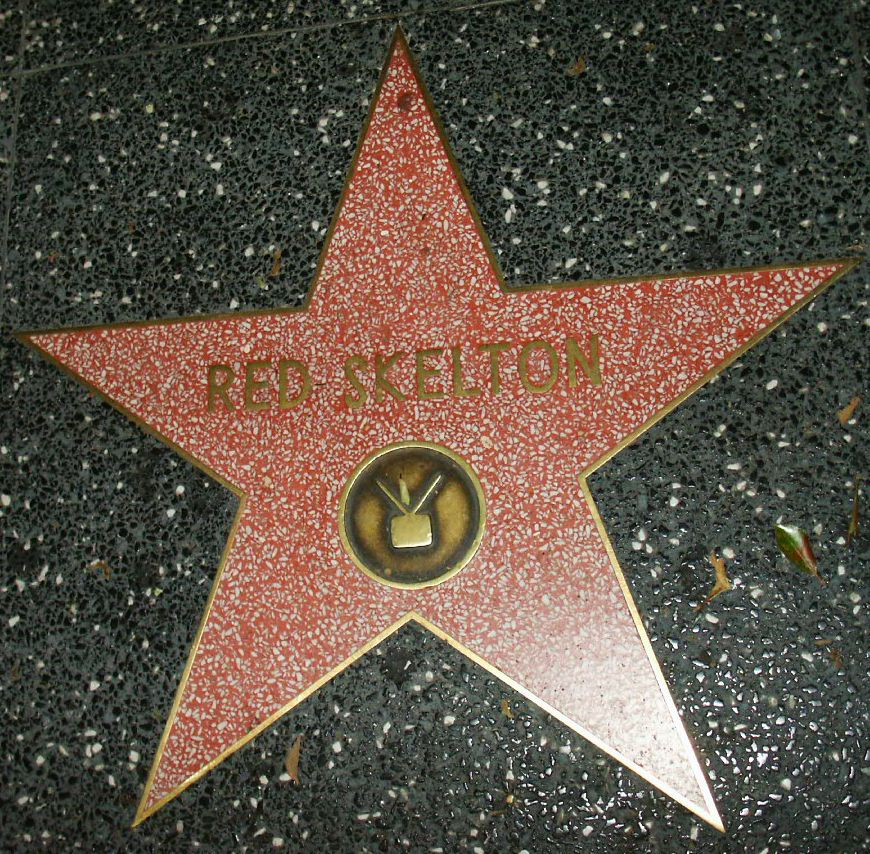
斯克尔顿位于好莱坞星光大道上的星星

1952年，斯克尔顿获得了艾美奖最佳喜剧节目和最佳喜剧演员奖。他还于1957年因《90分钟剧场》中诠释《大滑道》（The Big Slide）这一非喜剧类演出获得一项艾美奖提名（Playhouse 90）。1961年，斯克尔顿与自己节目的编剧一起获得了艾美奖最佳喜剧编剧奖。1968和1969年，他两度成为林林兄弟和巴纳姆及贝利小丑大学荣誉教员。
离开电视业界后，斯克尔顿获得的第一项重要表彰是1978年好莱坞外国记者协会授予他的塞西尔·B·德米尔奖，感谢他对娱乐业作出的杰出贡献。当时他走上舞台接过奖杯，台下众人起立鼓掌，他心中非常激动，手中抓得太紧，以致于奖杯都破裂了。1986年，他获得了美国电视艺术与科学学院颁发的主席奖，全场观众起立鼓掌。掌声平息下来后他说：“我想感谢你坐下来，我以为你们打算像哥伦比亚广播公司那样抛下我不管，就这样走出去呢”，这份荣誉到来之时，他的电视节目停播已有16个年头。
1987年，斯克尔顿获得了美国演员工会奖终身成就奖，1988年，他得以入选美国电视艺术与科学学院电视名人堂。1989年，他成为最早入选国际小丑名人堂的其中一人；同年他还与凯瑟琳·赫本一起获得美国喜剧奖的终身成就奖。1994年，他又得以入选国家广播名人堂。他在好莱坞星光大道上分别因在广播和电视上的贡献而各有一颗星星。

## 影响
斯克尔顿希望他人视他为小丑而非滑稽演员：“一个喜剧演员出场后，马上就会和他人打成一片。而小丑采用的是悲怆。他可能很有趣，然后又会直转而下，用真正生活的感受触及人们的内心，打动他们”。他还说：“我只想让人们记得我是个小丑，因为对我来说，这正是我职业上的高度。这意味着你无所不能——能唱、能跳，并且最重要的是，让人开怀大笑”。他深信，自己生命的意义，就是要给人带去欢笑。
格鲁乔·马克思在《格鲁乔与我》中认为，斯克尔顿是“演艺界最被低估的小丑”，是“卓别林最合乎逻辑的继承人”，这主要是因为他能够以最少的对话和道具表现众多角色。格鲁乔用这样的话来描绘自己亲眼见证的一场表演：“只用软边帽这一个道具，他就成功地把自己转变成一个白痴般的男孩、一位暴躁的老妇人、一个摇摇欲坠的蹒跚醉汉、一个吃得太多的女人、一个流浪汉，以及其他任何能够满足他幻想的角色。这里没有稀奇古怪的妆底、没有滑稽的服装，只有雷德。”他还补充道，斯克尔顿能够“像任何一位严肃演员那样表演戏剧性的镜头。”:preface, xv。1965年末，腹语表演艺术家埃德加·伯根（Edgar Bergen）在回顾娱乐圈时特别给予斯克尔顿高度评价：“今天，一切都截然不同。整个喜剧界的面貌都已经有了根本性的改变——从15分钟的品质向数量转变。我们身边有许多非常风趣的人，从查利·蔡斯（Charley Chase）到查理·卓别林以及劳莱与哈台。这群人中的最后一位，就是雷德·斯克尔顿”。哥伦比亚电影公司的哈里·考恩（Harry Cohn）也称赞了斯克尔顿，称：“他是老传统的小丑。他不需要妙语，他有真诚的心”。

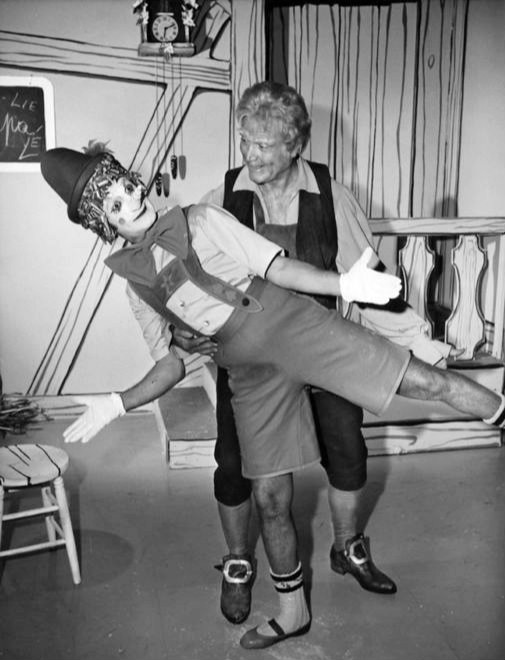
1965年，斯克尔顿与马塞尔·马索同台演出，两人也是多年的朋友。

斯克尔顿和马塞尔·马索有着长时间的友谊，并且都很钦佩对方的工作。马索曾3次走上斯克尔顿在哥伦比亚广播公司的电视节目，其中包括1961年的一次担任主持人，当时斯克尔顿因手术尚在恢复中而无法前来。他还在斯克尔顿为制作的3期《甜姐儿》特别节目中客串出镜。马索在斯克尔顿逝世后一次接受《电视指南》采访时说：“雷德，对于我以及千千万万因你欢笑和哭泣的人来说，你都是永恒的。愿上帝永远保佑你，我伟大而珍贵的同伴。我永远都不会忘记我们共同创建的那个无声的世界”:157。哥伦比亚广播公司在斯克尔顿与世长辞之际发布了这样的声明：“雷德的观众群没有年龄限制。他是完美的家庭艺人——迷人的小丑、举世无双的故事家、精湛的默剧大师、歌唱家和舞蹈家”。
2006年2月，雷德·斯克尔顿表演艺术中心在温森斯大学落成，这里距斯克尔顿在温森斯的出生地仅有一个街区。这里有一间拥有850个座位的剧院，并配有教室、排练室和更衣室。其大厅是展览斯克尔顿画作、雕塑和海报的画廊。剧院内主要举办温森斯大学制作的戏剧和音乐节目演出，也是特别活动、集会和会议的举办地。2013年7月18日，雷德·斯克尔顿美国喜剧博物馆在斯克尔顿诞辰100周年之际在温森斯大学附近开幕。这里存放有他从10岁起就开始收集的个人和职业物品，根据他的遗愿，这些物品会在自己的故乡向公众开放。斯克尔顿的遗孀洛锡安指出，亡夫曾表示自己对任何有关好莱坞的纪念都没兴趣。这所博物馆由雷德·斯克尔顿博物馆基金会和印第安纳州历史学会共同出资。基金会的其它项目包括为温森斯的低收入家庭儿童提供新衣服等。基金会还买下了斯克尔顿的出生地，并且继续出资对其加以修复。历史悠久的温森斯万神殿剧院也在继续进行修复，斯克尔顿年轻时曾在这里演出。
温森斯自2005年就开始举办一年一度的雷德·斯克尔顿节。节日期间会有号称美国中西部最大规模小丑游行的“千名小丑巡游”，其后是各种面向家庭的娱乐活动以及现场音乐表演。

## 影视作品

### 长片
- 《美妙时刻》（1938年）[251]
- 《飞行太保》（1940年）
- 《人民诉基尔戴尔医生》（1941年）
- 《黑暗中的哨声》（1941年）
- 《基尔戴尔医生的大喜之日》（1941年）
- 《端庄淑女》（1941年）
- 《船舶阿霍伊》（1942年）
- 《麦西找男人》（Maisie Gets Her Man），1942年）
- 《巴拿马哈蒂》（1942年）
- 《迪克西的哨声》（1942年）
- 《杜贝丽是位淑女》（DuBarry Was a Lady）（1943年）
- 《千万喝采》（Thousands Cheer，1943年）
- 《我干了》（1943年）
- 《布鲁克林的哨声》（1943年）
- 《出水芙蓉》（1944年）
- 《齐格菲歌舞团》（1946年）
- 《炫耀》（1946年）
- 《糊涂影迷》（Merton of the Movies，1947年）
- 《那个卖富勒刷子的人》（1948年）
- 《糊涂英雄》（1948年）
- 《洛水神仙》（Neptune's Daughter，1949年）
- 《糊涂司机》（1950年）
- 《三个小单词》（Three Little Words，1950年）
- 《爱达荷公爵夫人》（Duchess of Idaho，1950年）
- 《卖富勒刷子的女人》（The Fuller Brush Girl，1950年，客串出镜）
- 《看那倒霉蛋》（Watch the Birdie，1950年）
- 《抱歉借过》（1951年）
- 《德州嘉年华》（1951年）
- 《美不胜收》（1952年）
- 《小丑》（1953年）
- 《半个英雄》（Half a Hero，1953年）
- 《钻石大盗》（1954年）
- 《良宵春暖》（Susan Slept Here）（1954年，客串出镜）
- 《环游世界八十天》（1956年，客串出镜）
- 《公共信鸽一号》（1957年）
- 《十一罗汉》（1960年，客串出镜）
- 《飞行器里的好小伙》（1965年）

### 短片
- 《百老汇的巴卡罗》（1939年）[251]
- 《见红》（1939年）
- 《小捣蛋》之《电台漏洞》（Radio Bugs，1944年，配音）
- 《好莱坞的周末》（Weekend in Hollywood，1947年）
- 《世上最幸运的人》（The Luckiest Guy in the World，1947年，配音）
- 《最好的一部分》（Some of the Best，1949年）

## 书目
- . 1965. OCLC 3695410.
- . 1965. OCLC 1744491.
- . 1974. OCLC 1129973.
- . 1984. OCLC 144598647.
- . 1984. OCLC 144598636.
- . 1986.[252]